# Julian Groblicki
Julian Jan Groblicki (* 14. Dezember 1908 in Bieżanów; † 4. Mai 1995 in Zakopane) war ein polnischer römisch-katholischer Geistlicher und Weihbischof in Krakau.

## Leben
Julian Groblicki besuchte das St.-Jacek-Gymnasium und später das St.-Anna-Gymnasium in Krakau. Nachdem er 1928 das Abitur erlangt hatte, trat er ins erzbischöfliche Priesterseminar in Krakau ein. Groblicki studierte Philosophie und Katholische Theologie an der Jagiellonen-Universität. Am 9. April 1933 empfing er in der Wawel-Kathedrale durch den Erzbischof von Krakau, Adam Stefan Sapieha, das Sakrament der Priesterweihe.
Groblicki war zunächst als Pfarrvikar der Pfarrei Heiligste Dreifaltigkeit in Czarny Dunajec tätig. 1934 wurde Julian Groblicki für weiterführende Studien nach Rom entsandt, wo er 1936 an der Päpstlichen Universität Heiliger Thomas von Aquin mit der Arbeit De scientia Dei futurorum contingentium secundum S. Thomam eiusque primos sequaces („Über das Wissen Gottes von den zukünftigen Dingen nach Thomas von Aquin und seinen ersten Anhängern“) zum Doktor der Theologie promoviert wurde. Nach der Rückkehr in seine Heimat wurde er persönlicher Sekretär des Erzbischofs von Krakau, Adam Stefan Sapieha. Daneben erwarb Groblicki 1937 an der Jagiellonen-Universität einen Magister im Fach Dogmatik. Von 1938 bis 1939 war er zudem Pfarrvikar der Pfarrei St. Stephan in Krakau. Außerdem lehrte er während der deutschen Besetzung Polens an der Theologischen Fakultät der Jagiellonen-Universität, deren Lehrbetrieb in dieser Zeit im Untergrund weitergeführt wurde. 1945 wurde Julian Groblicki Bußkanoniker an der Marienbasilika in Krakau. Ferner war er am Priesterseminar in Krakau ab 1947 Professor für Homiletik und ab 1953 zusätzlich für Pastoraltheologie. Darüber hinaus war Groblicki von 1947 bis 1960 als Ehebandverteidiger am Kirchengericht des Erzbistums Krakau sowie als Prosynodal-Examinator, als Vorsitzender des Prüfungsausschusses für Organisten und als Zensor im Rahmen des Verfahrens zur Erteilung des bischöflichen Imprimatur für die religiösen Bücher tätig.
Am 25. Mai 1960 ernannte ihn Papst Johannes XXIII. zum Titularbischof von Philadelphia in Arabia und zum Weihbischof in Krakau. Der Erzbischof von Lemberg und Apostolische Administrator von Krakau, Eugeniusz Baziak, spendete ihm am 18. September desselben Jahres in der Wawel-Kathedrale die Bischofsweihe; Mitkonsekratoren waren der Weihbischof in Krakau, Karol Józef Wojtyła, und der Bischof von Przemyśl, Franciszek Barda. Julian Groblicki wählte den Wahlspruch Ministrare („Dienen“). Als Weihbischof wirkte er von 1962 bis 1992 zudem als Generalvikar des Erzbistums Krakau. Ferner war Groblicki Vorsitzender der Liturgiekommission sowie Mitglied des Priesterrats und des Konsultorenkollegiums. Außerdem wurde er 1964 Scholaster, 1977 Archidiakon und 1982 Dechant des Krakauer Domkapitels. Nach der Wahl des Krakauer Erzbischofs Karol Józef Kardinal Wojtyła zu Papst Johannes Paul II. leitete Julian Groblicki bis 1979 während der Zeit der Sedisvakanz das Erzbistum Krakau als Kapitularvikar.
In der Polnischen Bischofskonferenz war Groblicki stellvertretender Vorsitzender der Kommission für die karitative Seelsorge und Vorsitzender der Unterkommission für das Ausbildungs- und Schulungszentrum „Księżówka“ in Zakopane. Darüber hinaus nahm er an der dritten und vierten Sitzungsperiode des Zweiten Vatikanischen Konzils teil.
Papst Johannes Paul II. nahm am 1. Februar 1992 das von Julian Groblicki aus Altersgründen vorgebrachte Rücktrittsgesuch an. Groblicki starb am 4. Mai 1995 in Zakopane und wurde auf dem kirchlichen Friedhof in Bieżanów beigesetzt.

## Schriften
- De scientia Dei futurorum contingentium secundum S. Thomam eiusque primos sequaces (= Editio Facultatis Theologicae Universitatis Jagellonicae Cracoviensis. ser. 1. Band 3). Krakau 1938, OCLC 977949695.
- Julian Groblicki, Krzysztof Rafał Prokop: Książę Adam Stefan Kardynał Sapieha arcybiskup metropolita krakowski 1911–1951 jako duszpasterz. In: Folia Historica Cracoviensia. Band 4/5, 1997, OCLC 922217786, S. 293–311.